# Indosylvirana
A Indosylvirana a kétéltűek (Amphibia) osztályába, valamint a békák (Anura) rendjébe és a valódi békafélék (Ranidae) családjába tartozó nem. 

## Előfordulásuk
A nembe tartozó fajok Dél- és Délkelet-Ázsiában honosak.

## Rendszerezés
A nembe az alábbi fajok tartoznak:
- Indosylvirana aurantiaca (Boulenger, 1904)
- Indosylvirana caesari (Biju, Mahony, Wijayathilaka, Seneviranthne & Meegaskumbura, 2014)
- Indosylvirana doni (Biju, Garg, Mahony, Wijayathilaka, Seneviranthne & Meegaskumbura, 2014)
- Indosylvirana flavescens (Jerdon 1853)
- Indosylvirana indica (Biju, Garg, Mahony, Wijayathilaka, Seneviranthne & Meegaskumbura, 2014)
- Indosylvirana intermedia (Rao, 1937)
- Indosylvirana magna (Biju, Garg, Mahony, Wijayathilaka, Seneviranthne & Meegaskumbura, 2014)
- Indosylvirana montana (Rao, 1922)
- Indosylvirana nicobariensis (Stoliczka, 1870)
- Indosylvirana serendipi (Biju, Garg, Mahony, Wijayathilaka, Seneviranthne & Meegaskumbura, 2014)
- Indosylvirana sreeni (Biju, Garg, Mahony, Wijayathilaka, Seneviranthne & Meegaskumbura, 2014)
- Indosylvirana temporalis (Günther, 1864)
- Indosylvirana urbis (Biju, Garg, Mahony, Wijayathilaka, Senevirathne & Meggaskumbara, 2014)